# بلوكنتياوية
بلوكنتياوية (الاسم العلمي:Plukenetieae) هي قبيلة نباتية تتبع فصيلة الحلابية من رتبة الملبيغيات.

## أجناس
- البلوكنتية
- الحميط